# Peine de mort au Michigan
Le Michigan fut le premier État américain à avoir aboli la peine de mort dans sa législation pénale en 1846, la pendaison ayant été le seul mode d'exécution en vigueur.

Cependant, une exécution par pendaison pour crime fédéral y eut lieu en 1938, celle de Tony Chebatoris, pour les meurtres d'un chauffeur de camion, ainsi que d'un dentiste qui travaillait dans un bureau au-dessus de la banque fédérale qu'il braquait. En 2002, Marvin Gabrion (en) a été condamné à mort par la Justice fédérale dans cet État pour le meurtre d'un agent de sécurité durant un vol dans un local financier fédéral. 